# Leonardo Muraro
Leonardo Muraro (Mogliano Veneto, 8 agosto 1955) è un politico italiano, presidente della Provincia di Treviso dal maggio 2005 a settembre 2016 e vicesindaco di Mogliano Veneto dal giugno 2024.

## Biografia
Perito industriale, Muraro è stato lavoratore dell'Enel nell'area della produzione idroelettrica. Nel 2011 ha conseguito la laurea in Scienze politiche presso l'Università di Padova.

### Carriera politica
Dal 1996 al 2002 è stato consigliere comunale a Mogliano Veneto come capogruppo leghista. In occasione delle elezioni amministrative del 1998 è stato eletto al consiglio provinciale, venendo nominato assessore alle politiche per il territorio e l'ambiente. È stato rieletto in Provincia alle elezioni del 2002: in questo secondo mandato ha ricoperto anche la carica di vicepresidente.
È subentrato nella carica di presidente della Provincia a Luca Zaia che, dopo le elezioni regionali del 2005, era stato nominato vicepresidente della Regione Veneto. È stato confermato alla guida della provincia di Treviso con le elezioni amministrative del 2006, alla testa di una coalizione di centrodestra.
Dal 2008 è membro del direttivo dell'Unione delle Province d'Italia, con mandato al Federalismo. Nel settembre 2009 viene eletto presidente dell'Unione Regionale Province Venete.
Alle amministrative del 2011, Muraro si riconferma presidente della provincia trevigiana: la coalizione di centro-destra che lo sosteneva ha guadagnato il 57,46% dei consensi, di cui le liste a lui più vicine, la Lega Nord e Razza Piave, hanno raggiunto rispettivamente il 29,57% e l'11,24% del totale.
In vista delle regionali del 2015 ha lasciato la Lega per sostenere la candidatura di Flavio Tosi a presidente del Veneto. Per l'occasione ha riproposto la lista Razza Piave la quale, tuttavia, ha ottenuto appena lo 0,4% delle preferenze.

## Polemiche
Il 18 novembre 2010 è salito agli onori della stampa nazionale per alcune dichiarazioni rilasciate durante un'intervista su Antenna Tre Nordest: commentando il caso dei tre serbi arrestati mentre razziavano le case colpite dall'alluvione del Padovano, Muraro ha affermato:
Subito dopo ha specificato che le sue affermazioni volevano essere solamente una provocazione per "sollevare un caso".
Il 19 giugno 2015 nel corso di un dibattito su Rete Veneta in merito all'emergenza migranti, ha dichiarato:
Ha in seguito confermato quanto detto, precisando che, a suo avviso, la tolleranza verso l'immigrazione «sembra un progetto studiato per alzare il tasso di natalità, [...] la nostra razza dev'essere difesa».